# Apocryptes
Apocryptes je monotipski rod riba iz porodice Gobiidae. Jedini predstavnik je A. bato, vrsta iz Indijskog oceana koja živi u rijekama i ušćima, unutar granica plime i oseke riječnih delti od istočne obale Indije do Burme. Odlikuje se i fakultativnim udisanjem zraka (vrste koje samo u uvjetima niske koncentracije kisika u vodi udišu zrak).